# 張淵翔盜用個資案
張淵翔盜用個資案為2025年大罷免進行期間揭發的政治案件，起因於基隆市政府民政處長張淵翔涉嫌濫用職權查詢民眾在戶政系統的個資，協助偽造文書以罷免民進黨籍市議員鄭文婷、張之豪。

## 背景
張淵翔為中國國民黨黨員，其父為基隆市前市長張通榮。曾任基隆市議員、里長，獲基隆市長謝國樑邀請擔任基隆市民政處長。
在大罷免中，國民黨基隆市黨部為反制同黨立法委員林沛祥之罷免案，故提起罷免民主進步黨籍基隆市議員張之豪等人。

## 揭發
2025年4月，中央選舉委員會向檢調機關告發數十起死亡、偽造連署書案，當中包含基隆市議員鄭文婷、張之豪的罷免案。基隆地檢署因此搜查國民黨基隆市黨部、罷免案領銜人住處等地，帶走黨員名冊並約談相關人等。比對各方證詞後，檢調認為張淵翔介入罷免，故也約談張淵翔，檢方亦發現基隆市兩戶政事務所主任及戶籍科員涉受指示違法使用戶政系統查詢個資，協助罷免民進黨籍市議員的領銜人進行罷免連署。
比對通訊軟體及戶政系統的電磁紀錄等證據後，檢調懷疑張淵翔濫用職權登入戶政系統查詢個資，協助罷免案的領銜人抄錄中國國民黨黨員名冊偽造連署時剔除已去世的黨員，並且使用受中國大陆當局控制的微信軟體互相通訊，將民眾的個資發送到微信的「勝之群組」內。張淵翔在臺灣基隆地方檢察署的偵訊中坦承犯行，檢調在4月30日把張淵翔移送到臺灣基隆地方法院聲請羈押。基隆地方法院稱張淵翔已坦承犯罪，證據也被扣押，認為已沒有篡改或湮滅證據的可能，故此裁准張淵翔以40萬元交保、限制住居及不得出境出海。張淵翔在交保後辭去基隆市政府民政處長一職。
5月2日，高等法院裁定駁回檢察官抗告，張淵翔維持交保。5月5日，檢調搜索張淵翔住處，發現張淵翔刪除通訊軟體的對話，意圖隱匿共犯，檢察官掌握新事證後，基隆地方法院在5月6日裁准檢方聲請羈押禁見張淵翔，檢調又約談市政顧問謝偉仁。檢方指出由於張淵翔刪除通訊軟體的通話記錄以隱匿具重要地位的共犯，故此聲押，並將持續追查其他涉案人。
5月20日，檢調約談罷免基隆市議員張之豪案領銜人游正義，經複訊後，檢方認定游正義有串證、滅證之虞，向基隆地方法院聲請羈押禁見。法官訊問後認為游正義共同涉犯非法利用個資、行使偽造私文書等罪嫌，並有檢察官提出的相關事證在卷可佐證，且有意圖勾串共犯及湮滅證據，裁准羈押禁見。
7月11日，檢方依《刑法》偽造私文書罪及《公職人員選舉罷免法》起訴張淵翔、游正義、紀文荃等7人。

## 後續
該案引發對於基隆市市長謝國樑、中國國民黨的批評。民主進步黨在4月30日批評中國國民黨將人民隱私當作政治武器使用，中國國民黨則將基隆市府濫用戶政系統資助罷免稱作個案及拒絕討論。
時代力量稱該案是台灣民主化以來最嚴重的選舉弊案，並以2024年基隆市市長謝國樑罷免案為例質疑基隆市府是否長期舞弊。
被罷免人鄭文婷向法院聲請「定暫時狀態處分」，要求法院裁定暫停罷免。